# ライアン・クーグラー
ライアン・カイル・クーグラー（Ryan Kyle Coogler, 1986年5月23日 - ） は、アメリカ合衆国の映画監督、脚本家。

## 経歴
1986年5月23日、カリフォルニア州オークランドに生まれる。幼少期はフットボールに打ち込んでおり、スポーツ特待生として、セント・メリーズ大学へ入学。その際、フットボール選手は執筆コースへ進むため、クーグラーも脚本を執筆。それが当時の教授の目に留まり、映画脚本を書くように奨められる。その後、フットボールコースは廃止され、クーグラーはカリフォルニア州立大学サクラメント校へ転校。その後、南カルフォルニア大学へ再入学し、在学中は4本の短編映画を撮り、2011年に卒業する。
2013年、学生時代に発生したオスカー・グランド三世射殺事件に衝撃を受け、そこから関係者に取材を重ね制作した初長編映画、『フルートベール駅で』がサンダンス映画祭で上映され、クーグラーはヴァンガード賞を受賞した。本作は映画祭で大反響を受け、熾烈な配給権争いが各配給会社の間で起きた。結果、配給権を征したワインスタイン・カンパニーにより、2013年7月に全米公開。これに先駆け、第66回カンヌ国際映画祭ある視点部門に出品され、第一回長編作品賞を受賞した。この作品は全世界で1700万ドルの興行収入を得た。
2015年、ロッキーシリーズのスピンオフである『クリード チャンプを継ぐ男』を制作。本作は神経痛に苦しんでいた父親からインスピレーションを得た作品で、同時にその父親が大のロッキーファンであり、クーグラーの試合前に、いつもロッキー作品を見せられていたことから、この作品の原案が完成した。本作は、全世界で1億7千万ドルを売り上げ、批評家からも高く評価された。今作によりシルベスタ・スタローンはゴールデングローブ賞 助演男優賞を初受賞し、アカデミー賞にも39年ぶりにノミネートされた。
2018年、マーベル・コミック原作のブラックパンサーを監督。今作は全世界歴代興行収入ランキングにおいて、9位（当時）を獲得。批評家からも絶賛され、アカデミー賞に推す声も上がり、マーベル・スタジオも異例のアカデミー賞ノミネートキャンペーンを展開。結果、マーベル映画としては初のアカデミー作品賞を含む7部門ノミネートを受け、衣装デザイン賞、美術賞、作曲賞の3部門を受賞。この映画の成功により、クーグラーは世界で最も影響力のある人物100人の一人に選出された。
2024年、マイケル・B・ジョーダンが一人二役を演じるヴァンパイア・ホラー『罪人たち』が、週末3日間でオープニング興行収入4,560万ドルを記録し、オリジナル映画としては過去10年間で米国内最大のオープニング成績を記録した。R指定ホラーとしては、『NOPE/ノープ』（2022年）を超えるヒットとなった。また、Rotten Tomatoesでは批評家スコア98%、観客スコア97%という高評価を獲得し、Letterboxdでは4.3/5を記録。映画館の出口調査に基づくCinemaScoreではA評価を獲得し、ホラー映画がA評価となるのは同サービス史上（過去35年間で）初めての出来事だった。これにより、「この10年間で最も高く評価された映画」と評された。

## フィルモグラフィー

### 長編映画

#### 監督作品
| 年   | 題名                                                                  | 役割                 |
| ---- | --------------------------------------------------------------------- | -------------------- |
| 2014 | フルートベール駅で Fruitvale Station                                  | 監督・脚本           |
| 2015 | クリード チャンプを継ぐ男 Creed                                       | 監督・脚本・原案     |
| 2018 | ブラックパンサー Black Panther                                        | 監督・共同脚本       |
| 2022 | ブラックパンサー/ワカンダ・フォーエバー Black Panther Wakanda Forever | 監督・原案・共同脚本 |
| 2025 | 罪人たち Sinners                                                      | 監督・脚本・製作     |

#### 製作作品
| 年   | 題名                                                           | 役割                         | 備考                    |
| ---- | -------------------------------------------------------------- | ---------------------------- | ----------------------- |
| 2019 | クリード 炎の宿敵 Creed II                                     | 製作総指揮・キャラクター創造 |                         |
| 2021 | Homeroom                                                       | 製作総指揮                   | ドキュメンタリー映画    |
| 2021 | ユダ&ブラック・メシア 裏切りの代償 Judas and the Black Messiah | 製作                         |                         |
| 2021 | スペース・プレイヤーズ Space Jam: A New Legacy                 | 製作                         |                         |
| 2023 | ステファン・カリー: アンダーレイテッド Creed III               | 製作                         | Apple TV+オリジナル映画 |
| 2023 | クリード 過去の逆襲 Creed III                                  | 製作・原案・キャラクター創造 |                         |
| TBA  | A Vicious Circle                                               | 製作                         |                         |

#### 出演作品
| 年   | 題名                                                              | 役名 | 備考                 |
| ---- | ----------------------------------------------------------------- | ---- | -------------------- |
| 2020 | ようこそ映画音響の世界へ Making Waves: The Art of Cinematic Sound | 本人 | ドキュメンタリー映画 |

### 短編映画
| 年   | 題名         | 役割       |
| ---- | ------------ | ---------- |
| 2009 | Locks        | 監督・脚本 |
| 2011 | Fig          | 監督       |
| 2011 | The Sculptor | 監督・脚本 |

### テレビシリーズ

#### WEB配信ドラマ
| 年   | 題名                                    | 役割       | 配信局  | 備考 |
| ---- | --------------------------------------- | ---------- | ------- | ---- |
| 2025 | アイアンハート (テレビドラマ) Ironheart | 製作総指揮 | Disney+ |      |

#### WEB配信アニメ
| 年   | 題名            | 役割 | 配信局  |
| ---- | --------------- | ---- | ------- |
| 2025 | Eyes of Wakanda | 製作 | Disney+ |

## シリーズ
| シリーズ名       | シリーズ名               | 作品名                                                                | 年   | 役割                         |
| ---------------- | ------------------------ | --------------------------------------------------------------------- | ---- | ---------------------------- |
| クリードシリーズ | クリードシリーズ         | クリード チャンプを継ぐ男 Creed                                       | 2015 | 監督・脚本・原案             |
| クリードシリーズ | クリードシリーズ         | クリード 炎の宿敵 Creed II                                            | 2019 | 製作総指揮・キャラクター創造 |
| クリードシリーズ | クリードシリーズ         | クリード 過去の逆襲 Creed III                                         | 2023 | 製作・原案・キャラクター創造 |
| MCU              | ブラックパンサーシリーズ | ブラックパンサー Black Panther                                        | 2018 | 監督・脚本                   |
| MCU              | ブラックパンサーシリーズ | ブラックパンサー/ワカンダ・フォーエバー Black Panther Wakanda Forever | 2022 | 監督・原案・脚本             |
| MCU              | ブラックパンサーシリーズ | Eyes of Wakanda                                                       | 2025 | 製作                         |
| MCU              | その他                   | アイアンハート Ironheart                                              | 2025 | 製作総指揮                   |